# Home (film, 2006)
Pour les articles homonymes, voir Home.
Pour plus de détails, voir Fiche technique et Distribution.
Home est un film franco-autrichien réalisé par Patric Chiha en 2006.

## Synopsis
Fouad, un homme d’affaires d’une soixantaine d’années d’origine libanaise voyage avec son collègue à travers la Styrie, province autrichienne montagneuse. Ils ont un rendez-vous professionnel dans une usine de textile, mais se perdent dans un village que Fouad semble connaître.
En marchant sur les routes et dans les forêts, Fouad se rend compte de son profond sentiment d’étrangeté dans ces lieux qui lui sont pourtant familiers.

## Fiche technique
- Titre : Home
- Réalisation et scénario : Patric Chiha
- Image : Antoine Parouty
- Son : Bruno Pisek
- Montage : Annette Dutertre
- Assistant réalisateur : Guillaume Huin
- Productrice : Charlotte Vincent
- Coproducteurs : Ebba Sinzinger, Vincent Lucassen
- Production : Aurora Films et Wildart Film
- Pays d'origine :  France et  Autriche
- Langue : français
- Format : 35 mm - couleur - 1.66 - Dolby SR
- Genre : drame
- Durée : 50 minutes
- Date de sortie : 
  - Autriche : 18 mai 2007
  - France : 12 mars 2008

## Distribution
- Alain Libolt : Fouad
- Julien Lucas : Jacques
- Claudia Martini : l'aubergiste
- Gisèle Vienne : la serveuse